# Затом-Новий
Затом-Новий (пол. Zatom Nowy, нім. Neu Zattum) — село в Польщі, у гміні Мендзихуд Мендзиходського повіту Великопольського воєводства.
Населення — 105 осіб (2011).
У 1975-1998 роках село належало до Гожовського воєводства.

## Демографія
Демографічна структура станом на 31 березня 2011 року:
|          | Загалом | Допрацездатний вік | Працездатний вік | Постпрацездатний вік |
| -------- | ------- | ------------------ | ---------------- | -------------------- |
| Чоловіки | 61      | 11                 | 45               | 5                    |
| Жінки    | 44      | 4                  | 30               | 10                   |
| Разом    | 105     | 15                 | 75               | 15                   |